# Soccer (jogo eletrônico)
Soccer é um jogo eletrônico produzido pela Intelligent Systems e pela Nintendo como parte de sua série de jogos esportivos para o Nintendo Entertainment System. Foi lançado no Japão em 1985, e nos Estados Unidos e na Europa em 1987. Também foi lançado para o Famicom Disk System em 1986. Está igualmente disponível no Virtual Console do Wii desde 2006.
Há sete equipes representadas no jogo:
- BRA
- ESP
- FRA
- FRG
- GBR
- JPN
- USA